# Polisaharidi
Polisaharidi su ugljikohidrati veće molekularne mase i složenije građe, koji se sastoje od velikog broja monosaharida povezanih glikozidnom vezom. Netopljivi su u vodi i nemaju sladak okus. Najvažniji su predstavnici škrob, celuloza i glikogen. Nemaju redukcione osobine jer nemaju slobodnih poluacetalnih grupa. Važni su za mnoge procese u živim organizmima.

## Podjela
Polisaharidi građeni od jedne vrste monosaharida, nazivaju se homopolisaharidi (škrob, celuloza, glikogen, agaroza, pektin). Polisaharidi građeni od dvije ili više vrsta monosaharida nazivaju se heteropolisaharidi (heparin).

## Funkcija polisaharida
Prema funkciji koju imaju u živim organizmima mogu se podijeliti u tri grupe:
- strukturni polisaharidi - daju mehaničku stabilnost stanicama i organima.
- polisaharidi koji vežu vodu – hidratizirani polisaharidi, koji sprječavaju isušivanje stanica i tkiva.
- rezervni polisaharidi – služe kao rezerva iz koje se po potrebi oslobađaju i kataboliziraju do monosaharida.

## Vanjske poveznice
Sestrinski projekti
|  | Zajednički poslužitelj ima još gradiva o temi Polisaharidi |